# Anomocala
Anomocala là một chi bướm đêm thuộc họ Noctuidae.